# Denis Constantin
Pour les articles homonymes, voir Constantin.
Denis Constantin, né le 29 juillet 1980 à Curepipe, est un joueur mauricien de badminton.

## Carrière
Il est médaillé de bronze en simple hommes et en double hommes avec Stephan Beeharry lors des Championnats d'Afrique de badminton 1998 à Rose Hill.
Aux Championnats d'Afrique de badminton 2000 à Bauchi, il est médaillé d'or en simple hommes et en double hommes avec Eddy Clarisse ainsi que médaillé d'argent en double mixte avec Selvon Marudamuthu.
Il est médaillé d'or en double hommes avec Stephan Beeharry et médaillé de bronze en simple hommes et en équipe mixte lors des Championnats d'Afrique de badminton 2002 à Casablanca.